# Radha Kund
Radha-Kund (Devanagari: राधाकुण्ड, IAST: Rādhākuṇḍun, inglés: “Radha Lago”) es una ciudad y un nagar panchayat en el Distrito de Mathura en el estado indio de Uttar Pradesh.

## Relevancia en La historia

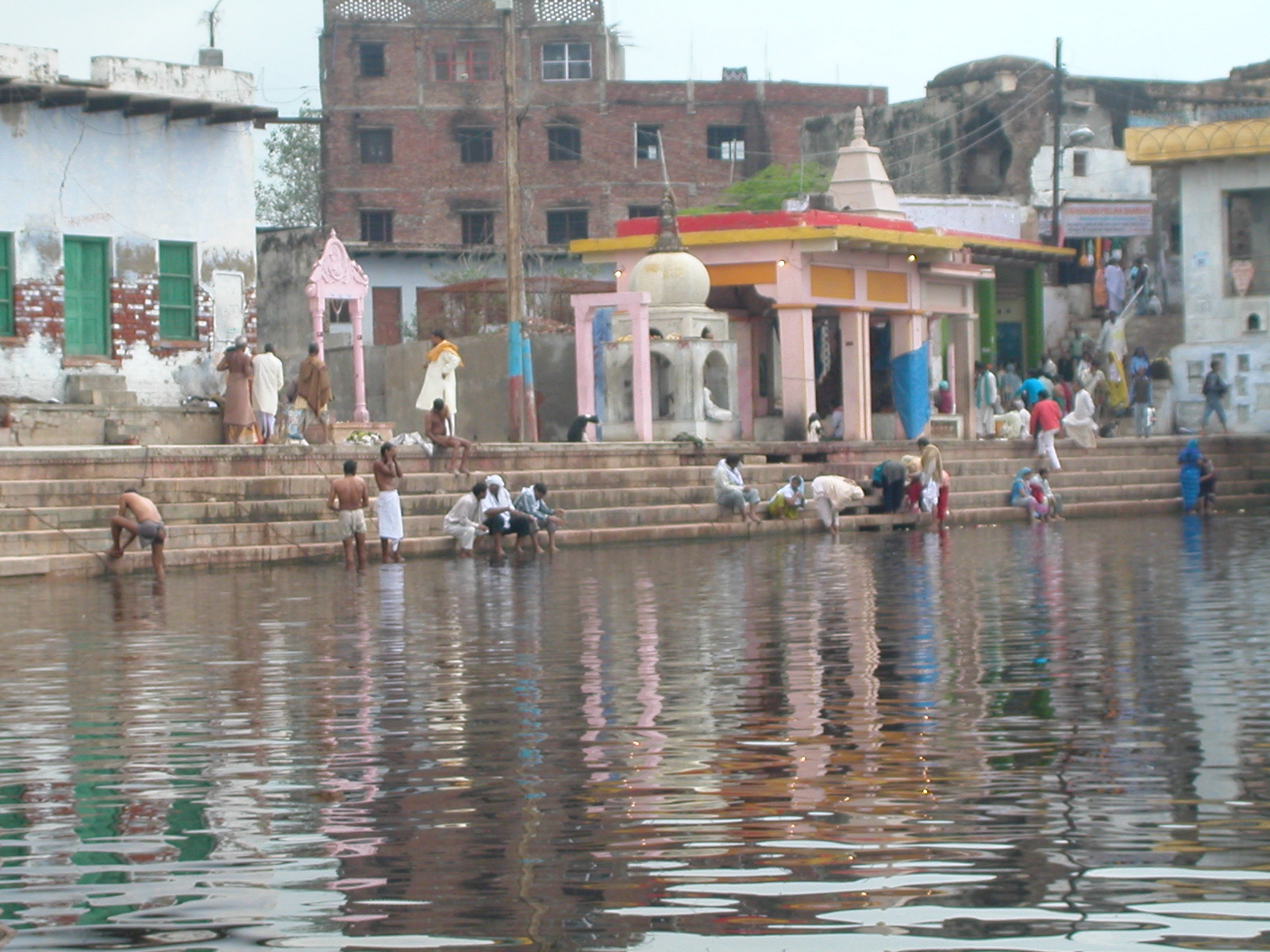
Escaleras de Radha-Kund

Siguiendo la escritura sagrada "Sri Upadeshamrita" (El Néctar de Instrucción) por un Santo Vaisnava del siglo XVI Srila Rupa Gosvami de Vrindavan, un cercano asociado de Sri Chaitanya Mahaprabhu, Vaishnava. Los hindúes consideran A Radha-Kunda como el lugar supremo de todos los sitios sacrados. 

## Demografía
Según el censo de 2011 la población de Radhakund era de 7511 habitantes, de los cuales 3977 eran hombres y 3534 eran mujeres. Radhakund tiene una tasa media de alfabetización del 77,45%, superior a la media estatal del 67,68%: la alfabetización masculina es del 87,131%, y la alfabetización femenina del 66,71%. En Radha-Kund 16% de la población es menor de 6 años de edad.